# La Stratégie Bancroft
La Stratégie Bancroft (The Bancroft Strategy) est un roman d'espionnage de l'écrivain américain Robert Ludlum publié à titre posthume en 2006 aux États-Unis.
La traduction française de ce roman paraît en France en 2009.

## Résumé
L'agent secret américain Todd Belknap alias Castor, surnommé le « Limier » pour sa capacité à retrouver les gens, part à la recherche d'un de ces collègues et amis Jared Rinehart alias Pollux, après que les Opérations consulaires, une branche secrète du département d'État des États-Unis (le ministère des Affaires étrangères américain) pour laquelle ils travaillent tous les deux, ont refusé de le sauver des terroristes qui l'ont enlevé.
Pendant ce temps, Andrea Bancroft, analyste financière découvre qu'elle va hériter de 12 millions de dollars si elle accepte de siéger au conseil d'administration de la fondation Bancroft. Une mystérieuse organisation qui finance des projets divers à travers le monde.
Ils vont se retrouver tous les deux à faire face à un même ennemi seulement connu sous le nom de Génésis et qui est prêt à tout pour modifier l'ordre mondial.